# Giwat Koach
Giwat Koach (hebr. גבעת כ"ח) – moszaw położony w samorządzie regionu Chewel Modi’in, w Dystrykcie Centralnym, w Izraelu.
Leży na Szefeli w otoczeniu miast Elad i Jehud-Monosson, moszawów Bareket, Tirat Jehuda, Bene Atarot i Rinnatja, kibucu Be’erot Jicchak, oraz wioski Nofech. Na południowy zachód od miasteczka znajduje się międzynarodowe lotnisko im. Ben-Guriona. Na wschód od miasteczka znajduje się granica Autonomii Palestyńskiej, strzeżona przez mur bezpieczeństwa.

## Historia
Moszaw został założony w 1950 przez żydowskich imigrantów z Jemenu. Nazwano go na cześć 28 żydowskich żołnierzy z Brygady Aleksandronii, którzy podczas wojny o niepodległość w 1948 zginęli w trakcie walk o pobliskie wzgórze przy arabskiej wiosce Kula (arab. قولة).

## Kultura i sport
W moszawie jest ośrodek kultury oraz boisko do piłki nożnej.

## Gospodarka
Gospodarka moszawu opiera się na intensywnym rolnictwie i uprawach w szklarniach.

## Komunikacja
Na wschód od moszawu przebiega autostrada nr 6, brak jednak możliwości bezpośredniego wjazdu na nią. Z moszawu wyjeżdża się na południe na drogę nr 4613, którą jadąc na wschód dojeżdża się do moszawu Bareket i drogi nr 444 , lub jadąc na południowy zachód dojeżdża się do moszawu Tirat Jehuda i drogi ekspresowej nr 46  (Port lotniczy Ben Guriona-Tirat Jehuda).